# Тревин, Кай
Кай Тревин (англ. Kai Trewin; род. 18 мая 2001, Канберра) — австралийский футболист, защитник клуба «Брисбен Роар».

## Клубная карьера
Тревин начал заниматься футболом в Австралийском института спорта, а после присоединился к академии клуба «Брисбен Роар». 5 августа 2019 года «Роар» подписал с Тревином молодёжный контракт. 6 марта 2020 года в матче против «Уэстерн Сидней Уондерерс» он дебютировал в Эй-лиге.

## Международная карьера
В 2016 году в составе юношеской сборной Австралии Тревин стал победителем юношеского чемпионата Азии во Вьетнаме. В 2022 году в составе олимпийской сборной Австралии Кай принял участие в молодёжном чемпионате Азии в Узбекистане. На турнире он сыграл в матче против команды Японии.

## Достижения
Международные
 Австралия (до 19)
- Юношеский чемпионат Азии — 2019